# Лудвиг IV фон Франкенщайн
Лудвиг IV фон Франкенщайн (на немски: Ludwig IV, Herr von Frankenstein; * пр. 1284; † сл. 29 септември 1344) е господар на Франкенщайн в Оденвалд.

## Произход
Той е третият син на Хайнрих I фон Франкенщайн († сл. 22 декември 1295) и съпругата му Лукардис фон Щернберг († сл. 1 февруари 1312), дъщеря на Алберт фон Щернберг († 1253/1255) и Мехтилд фон Тримберг († сл. 1297), дъщеря на Албрехт фон Тримберг († 1261) и Луитгард фон Бюдинген († сл. 1257), дъщеря на Герлах II фон Бюдинген († 1245) и Мехтхилд фон Цигенхайн († 1229). Внук е на Лудвиг III фон Франкенщайн († сл. 1265). Брат е на Хайнрих II фон Франкенщайн († сл. 1297) и Хайнрих III фон Франкенщайн († 1326/1327).
Потомък е на граф Попо II фон Хенеберг († 1118) и Беатрикс фон Глайхен († 1120), дъщеря на граф Ервин I фон Глайхен (1040 – 1116) и Хелинбург фон Лора (1080 – 1133).

## Фамилия
Лудвиг IV фон Франкенщайн се жени за роднината си графиня Аделхайд фон Диц-Вайлнау († сл. 1335), дъщеря на граф граф Хайнрих IV фон Диц-Вайлнау († сл. 1281) и Луитгарт фон Тримберг († 1297), дъщеря на Албрехт фон Тримберг († 1261) и Луитгард фон Бюдинген († сл. 1257), дъщеря на Герлах II фон Бюдинген († 1245) и Мехтхилд фон Цигенхайн († 1229). Те имат две деца:
- Лудвиг V фон Франкенщайн († сл. 9 октомври 1330)
- Елизабет († 27 октомври 1360, омъжена I. за Лудвиг фон Хесберг († пр. 20 октомври 1325), II. пр. 1341 г. за Зигфрид III фом Щайн, господар на Остхайм фор дер Рьон († пр. 27 октомври 1360)